# Amenábar (Santa Fé)
Amenábar é uma comuna da província de Santa Fé, na Argentina.